# Harry Derckx
Harry Derckx, född 19 mars 1918 i Saint-Pierre-les-Nemours, död 12 juli 1983 i Rucphen, var en nederländsk landhockeyspelare.
Derckx blev olympisk silvermedaljör i landhockey vid sommarspelen 1952 i Helsingfors.